# Condado de Liberty (Geórgia)
O Condado de Liberty é um dos 159 condados do Estado americano de Geórgia. A sede do condado é Hinesville, e sua maior cidade é Hinesville. O condado possui uma área de 1 561 km², uma população de 61 610 habitantes, e uma densidade populacional de 46 hab/km² (segundo o censo nacional de 2000). O condado foi fundado em 5 de fevereiro de 1777.